# ویلیام هولدن
ویلیام هولدن (به انگلیسی: William Holden)‏ (۱۷ آوریل ۱۹۱۸ – ۱۲ نوامبر ۱۹۸۱) هنرپیشهٔ آمریکایی بود.

## ابتدای زندگی
ویلیام فرانکلین بیدل در ۱۷ آوریل ۱۹۱۸ در اوفالون، ایلینوی زاده شد. پدرش داروساز «ویلیام فرانکلین بیدل سینیور» (۱۸۹۱–۱۹۶۷) یک شیمی‌دان صنعتی و مادرش «مری بلنش بال» (۱۸۹۸–۱۹۹۰) یک معلم بود. خانواده ویلیام هولدن هنگامی که او سه ساله بود به پاسادینا، کالیفرنیا مهاجرت کردند.

## زندگی هنری

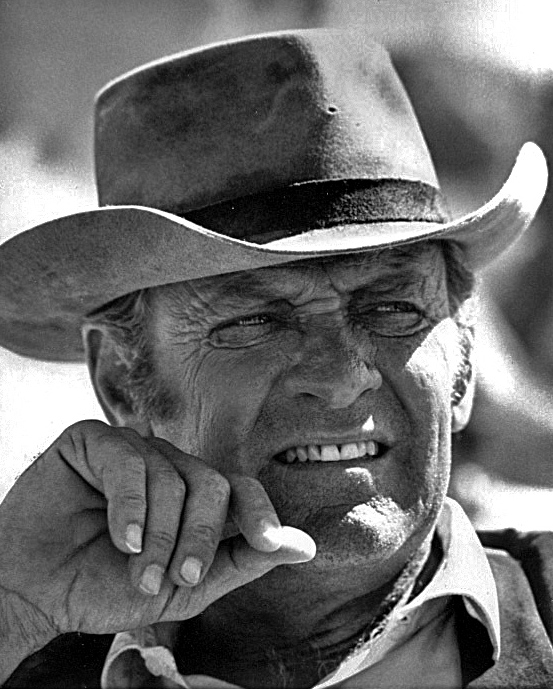

در سال ۱۹۳۷ هنگامی که او در کالج شهر ساوت پاسادنا درس شیمی می‌خواند قراردادی برای بازی در فیلمی با شرکت فیلم‌سازی پارامونت امضاء کرد.
اولین نقش آفرینی در جلوی دوربین را در سال ۱۹۳۹ در فیلم مرد محبوب و موفق تجربه کرد و این نام تا دوران پیری همراه او بود.
پس از بازگشت از جنگ جهانی دوم دو نقش بزرگ را در فیلم‌های سانست بلوار و چشم و گوش بسته یا (معصوم) بازی کرد. او در سال ۱۹۵۳ برنده اسکار در فیلمی به کارگردانی بیلی وایلدر به نام بازداشتگاه شماره ۱۷ شد.
در سال ۱۹۵۳ به خاطر بازی در فیلم بازداشتگاه ۱۷ در نقش سافتن است. او در هالیوود ملقب به نام پسر طلایی در استدیوی پارامونت است و در دهه ۱۹۵۰ (میلادی) از بزرگترین بازیگران کمپانی پارامونت به حساب می‌آمد.

## درگذشت
وی در ۱۲ نوامبر ۱۹۸۱ در خانه‌اش بر اثر سقوط و جراحت پایش لغزید و سرش به لبهٔ میزی خورد و در سن ۶۳ سالگی در سنتا مونیکا، کالیفرنیا درگذشت.

## زندگی خصوصی
- در سال ۱۹۴۱ با برندا مارشال ازدواج کرد آنها صاحب دو فرزند پسر به نام‌های پیتر و اسکات شدند و دختری به نام ویرجینیا را نیز به فرزندی قبول کرد. ویلیام و برندا در سال ۱۹۷۱ از همدیگر جدا شدند.

## برخی از جوایز و افتخارات
برنده ۹ جایزه و در حدود ۱۱ نامزدی در جشنواره‌های مختلف است که برخی از آنها عبارتنداز:
- جایزه اسکار بهترین بازیگر نقش اول مرد (۱۹۵۳)
- ۱۹۷۸
- نامزد جایزه اسکار بهترین بازیگر نقش اول مرد (۱۹۷۶)
- نامزد جایزه بفتای بهترین بازیگر نقش اول مرد خارجی (۱۹۵۶)
- نامزد جایزه بفتای بهترین بازیگر نقش اول مرد (۱۹۷۶)
- جایزه امی ساعات پربیننده برای بهترین بازیگر نقش اول مرد در مجموعه کوتاه یا فیلم تلویزیونی (۱۹۷۴)
- نامزد National Society of Film Critics Award for Best Actor ‏ (۱۹۷۶)
- نامزد Laurel Award for Top Male Dramatic Performance ‏ (۱۹۶۰)
- نامزد جایزه حلقه منتقدان فیلم نیویورک برای بهترین بازیگر نقش اول مرد (۱۹۵۳)
- جایزه ویژه در جشنواره فیلم ونیز (۱۹۵۴)
- انتخاب شده در لیست معتبر مجله امپراتور انگلستان در ۱۰۰ چهرهٔ جذاب تاریخ سینما.
- رتبه ۲۵ در فهرست ۱۰۰ سال... ۱۰۰ ستاره به انتخاب بفا، AFI.
- فهرست ستاره‌های پیاده‌رو شهرت هالیوود

## فیلم‌شناسی
| سال  | عنوان                          | نقش                                     | توضیحات |
| ---- | ------------------------------ | --------------------------------------- | --- |
| ۱۹۳۸ | Prison Farm                    | زندانی                                  | نامش در عنوان بندی نیامد |
| ۱۹۳۹ | Million Dollar Legs            | Graduate who says "Thank You"           | نامش در عنوان بندی نیامد |
| ۱۹۳۹ | مرد محبوب و موفق               | جو بناپارت                              | |
| ۱۹۳۹ | Invisible Stripes              | تیم تیلر                                | |
| ۱۹۴۰ | شهر ما                         | جرج گیبس                                | |
| ۱۹۴۰ | Those Were the Days!           | پی.جی. "پیتی" سیمنز                     | |
| ۱۹۴۰ | آریزونا                        | پیتر مانسی                              | |
| ۱۹۴۱ | I Wanted Wings                 | Al Ludlow                               | |
| ۱۹۴۱ | تگزاس                          | دن توماس                                | |
| ۱۹۴۲ | The Fleet's In                 | کیسی کربی                               | |
| ۱۹۴۲ | The Remarkable Andrew          | اندرو لانگ                              | |
| ۱۹۴۲ | Meet the Stewarts              | مایکل استوارت                           | |
| ۱۹۴۳ | Young and Willing              | نورمن ریس                               | |
| ۱۹۴۳ | Reconnaissance Pilot           | خودش                                    | فیلم کوتاه |
| ۱۹۴۳ | Wings Up                       | خودش                                    | فیلم کوتاه |
| ۱۹۴۷ | Blaze of Noon                  | کالین مک‌دونالد                          | |
| ۱۹۴۷ | Dear Ruth                      | ستوان ویلیام سیکرافت                    | |
| ۱۹۴۷ | Variety Girl                   | خودش                                    | |
| ۱۹۴۸ | The Man from Colorado          | کاپیتان دل استوارت                      | |
| ۱۹۴۸ | Rachel and the Stranger        | دیوید هاروی                             | |
| ۱۹۴۸ | Apartment for Peggy            | جیسن تیلر                               | |
| ۱۹۴۸ | گذشته تاریک                    | آل واکر                                 | |
| ۱۹۴۹ | Streets of Laredo              | جیم Dawkins                             | |
| ۱۹۴۹ | Miss Grant Takes Richmond      | دیک ریچموند                             | |
| ۱۹۴۹ | همسر عزیز                      | بیل سیکرافت                             | |
| ۱۹۵۰ | Father Is a Bachelor           | جانی راتلیج                             | |
| ۱۹۵۰ | سانست بلوار                    | جو Gillis                               | نامرذ – جایزه اسکار بهترین بازیگر نقش اول مرددستمزد: ۳۰٬۰۰۰ دلار                                                                                          |
| ۱۹۵۰ | Union Station                  | ستوان ویلیام کلهون                      | |
| ۱۹۵۰ | چشم و گوش بسته                 | Paul Verrall                            | |
| ۱۹۵۱ | Force of Arms                  | گروهبان جو "پیت" پیترسن                 | |
| ۱۹۵۱ | Submarine Command              | ستوان Cmdr. کن وایت                     | |
| ۱۹۵۲ | Boots Malone                   | Boots Malone                            | |
| ۱۹۵۲ | The Turning Point              | Jerry McKibbon                          | |
| ۱۹۵۳ | بازداشتگاه شماره ۱۷            | گروهبان جی.جی. سفتن                     | جایزه اسکار بهترین بازیگر نقش اول مرد نامرذ – جایزه حلقه منتقدان فیلم نیویورک برای بهترین بازیگر نقش اول مرد                                              |
| ۱۹۵۳ | ماه آبی است                    | دانلد گرشام                             | |
| ۱۹۵۳ | Die Jungfrau auf dem Dach      | جهانگرد                                 | cameo |
| ۱۹۵۳ | Forever Female                 | Stanley Krown                           | |
| ۱۹۵۳ | فرار از فورت براوو             | کاپیتان Roper                           | |
| ۱۹۵۴ | اتاق مدیرعامل                  | مک‌دونالد والینگ                         | جایزه ویژه جشنواره فیلم ونیز برای گروه بازیگری |
| ۱۹۵۴ | سابرینا                        | دیوید لارِبی                             | دستمزد: ۱۵۰٬۰۰۰ دلار |
| ۱۹۵۴ | سامورائی ۱: موساشی میاموتو     | راوی                                    | نامش در عنوان بندی نیامد |
| ۱۹۵۴ | دختر روستایی                   | برنی داد                                | |
| ۱۹۵۴ | پل‌ها توکو-ری                   | ستوان هری بروبیکر                       | |
| ۱۹۵۵ | عشق چیز باشکوهی است            | مارک الیوت                              | |
| ۱۹۵۵ | پیک‌نیک                         | هال کارتر                               | نامرذ – جایزه بفتای بهترین بازیگر نقش اول مرد |
| ۱۹۵۵ | عاشقتم لوسی (مجموعه تلویزیونی) | خودش                                    | |
| ۱۹۵۶ | The Proud and Profane          | ستوان Col. کابن بلک                     | |
| ۱۹۵۶ | Toward the Unknown             | سرگرد لینکلن باند                       | |
| ۱۹۵۷ | پل رودخانه کوای                | Shears                                  | دستمزد: ۲۵۰٬۰۰۰ دلار |
| ۱۹۵۸ | کلید                           | کاپیتان دیوید راس                       | |
| ۱۹۵۹ | سواره‌نظام                      | سرگرد هنری کندال                        | |
| ۱۹۶۰ | دنیای سوزی وانگ                | رابرت لومکس                             | نامرذ – Laurel Award for Top Male Dramatic Performance |
| ۱۹۶۲ | Satan Never Sleeps             | پدر O'Banion                            | |
| ۱۹۶۲ | The Counterfeit Traitor        | اریک اریکسن                             | |
| ۱۹۶۲ | شیر                            | رابرت هیوارد                            | |
| ۱۹۶۴ | پاریس در تب و تاب              | ریچارد بنسن/ریک                         | |
| ۱۹۶۴ | سحرگاه هفتم                    | Major Ferris                            | |
| ۱۹۶۶ | آلوارز کلی                     | آلوارز کلی                              | |
| ۱۹۶۷ | کازینو رویال                   | رنسام                                   | |
| ۱۹۶۸ | The Devil's Brigade            | ستوان Col. Robert T. Frederick          | |
| ۱۹۶۹ | این گروه خشن                   | پایک بیشاپ                              | |
| ۱۹۶۹ | درخت کریسمس                    | Laurent Ségur                           | |
| ۱۹۷۱ | آواره‌های وحشی                  | راس بودینی                              | |
| ۱۹۷۲ | The Revengers                  | جان بندیکت                              | |
| ۱۹۷۳ | بریزی                          | فرانک هارمن                             | |
| ۱۹۷۴ | فصل شکار                       | هال وولکوفسکی                           | |
| ۱۹۷۴ | آسمانخراش جهنمی                | جیم دانکن                               | دستمزد: ۷۵۰٬۰۰۰ دلار |
| ۱۹۷۶ | شبکه                           | ماکس شوماخر                             | نامرذ – جایزه اسکار بهترین بازیگر نقش اول مرد نامرذ – جایزه بفتای بهترین بازیگر نقش اول مرد نامرذ – National Society of Film Critics Award for Best Actor |
| ۱۹۷۸ | کلاه شاپو                      | Barry "Dutch" Detweiler                 | |
| ۱۹۷۸ | دیمین: طالع نحس ۲              | ریچارد تورن                             | |
| ۱۹۷۹ | Escape to Athena               | Prisoner smoking a cigar in prison camp | نامش در عنوان بندی نیامد |
| ۱۹۷۹ | آشانتی                         | جیم سندل                                | |
| ۱۹۸۰ | وقتی که زمان به آخر رسید       | شلبی گیلمور                             | |
| ۱۹۸۰ | The Earthling                  | پاتریک فولی                             | |
| ۱۹۸۱ | S.O.B.                         | Tim Culley                              | |

## سفر به ایران
به گفتۀ عباس نباتی، در جریان سفر ویلیام هولدن به ایران، این بازیگر با منوچهر اسماعیلی، گویندۀ ایرانی فیلم‌هایش دیدار داشت و خطاب به او گفت:«تو بهتر از من حرف می‌زنی».